# Tillandsia suescana
Tillandsia suescana är en gräsväxtart som beskrevs av Lyman Bradford Smith. Tillandsia suescana ingår i släktet Tillandsia och familjen Bromeliaceae. Inga underarter finns listade i Catalogue of Life.

## Bildgalleri

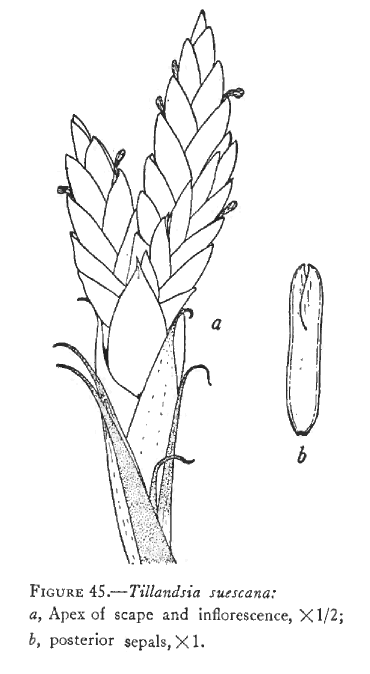